# 농산어촌경관학회
농산어촌경관학회는 농산어촌 경관 및 어메니티에 관한 각종 자료와 정보를 상호 교환하고 농산어촌의 실태를 조사 연구하여 농림수산식품부의 농산어촌 지역개발계획수립에 반영하고 농산어촌 경관 및 어메니티의 합리적 발전 방안을 모색함을 목적으로 2011년 9월 28일 설립 허가된 대한민국 농림축산식품부 소관의 사단법인이다. 사무실은 경기도 의왕시 안양판교로 98, 한국농어촌공사 별관 2층에 있다.

## 주요 사업
- 농산어촌 경관 및 어메니티 학술자료의 조사·수집 및 연구
- 농산어촌 경관 및 어메니티 자원의 개발 및 자산화
- 농림수산식품부의 농산어촌 경관 및 어메니티 관련 지역개발 계획수립 지원 지원 및 관련 시범 사업의 제안
- 농산어촌 지자체별 경관 조성 계획 컨셉 작성 및 조성 지원
- 농산어촌 경관 자원 형성의 기반 조성과 사업화를 위한 특성화 교육
- 농산어촌 경관 및 어메니티 자원 평가기법 개발
- 농산어촌 경관 및 어메니티 사례지구 검증
- 국내외 관련기구 참여 및 교류
- 농산어촌 경관 및 어메니티 관련 학회지 및 기타 관련 출판물 발간
- 기타 학회 목적달성을 위해 필요한 연구용역 및 컨설팅 사업